# Michel Dalberto
Michel Dalberto, né à Paris le 2 juin 1955, est un pianiste français.

## Biographie
Élevé dans une famille aux origines dauphinoises et piémontaises qui l'adopte à la naissance, Michel Dalberto commence à jouer du piano à l'âge de trois ans et demi, bien que ses parents ne soient pas musiciens. Il est admis au Conservatoire national supérieur de musique de Paris et y est élève de 1968 à 1977. Il étudie avec, entre autres, Vlado Perlemuter et Jean Hubeau, deux professeurs qui ont une influence majeure sur son développement.
Il remporte le prix Clara-Haskil en 1975 et le 1er prix du Concours international de piano de Leeds en 1978. Il est également lauréat du 1er Concours Mozart à Salzbourg en 1975 et du 5e Concours Van Cliburn en 1977.
Parmi les nombreux chefs avec lesquels il a joué, on peut citer Erich Leinsdorf, Wolfgang Sawallisch, Sir Colin Davis, Yuri Temirkanov, Daniele Gatti, Charles Dutoit... Il est l'invité de festivals comme ceux de Lucerne, Aix-en-Provence, La Roque-d'Anthéron, le Maggio musicale de Florence, Verbier, Édimbourg, etc.
Connaisseur du répertoire chambriste, il partage la scène avec de nombreux artistes, parmi lesquels les cantatrices Barbara Hendricks, Jessye Norman, Nathalie Stutzmann et les barytons Stephan Genz et Edwin Crossley-Mercer.
De 1990 à 2004, il est, en compagnie du clarinettiste Bernard Yannotta, directeur artistique de l'Académie-Festival des Arcs en Savoie. Il en est désormais membre du conseil d'administration.
De 1991 à 2009, il préside le jury du concours Clara-Haskil à Vevey, dont il est désormais membre du comité d'organisation.
Il donne de nombreuses masterclasses au Japon, en Corée, en Chine, en Italie, en Angleterre, au Canada. De 2005 à 2009, il enseigne à l'Accademia Pianistica Incontri col Maestro d'Imola.
Il est professeur de piano au Conservatoire de Paris de 2011 à 2022.
Il est désormais en charge d'une classe de piano et de musique de chambre au sein de la nouvelle Yehudi Menuhin School à Qingdao (Chine). Il a également été nommé Visiting Professor à la Hochschule de Weimar et donnera des masterclasses régulières dès janvier 2023 au Conservatoire Rachmaninoff à Paris.
Il est membre du Siècle et, en gastronome averti, du Club des Cent depuis 2002. Passionné de ski et de plongée sous-marine (dont il est diplômé en tant que Rescue Diver), il est également amateur de voitures anciennes et de Formule 1.
Il est nommé chevalier dans l'ordre national du Mérite en 1996.

## Discographie sélective
- « The making of a musician », Complete recordings on Warner, Erato, EMI & Virgin including a never released recording of Liszt 12 Transcendental Studies (Warner Erato, 17 CD, 1979/2011)
- Ludwig van Beethoven, Sonates pour violoncelle et piano, avec Henri Demarquette (DVD, Armide, 2004)
- Ludwig van Beethoven et Franz Liszt, Symphonie no 6 « Pastorale » (Harmonia Mundi, 1986)
- Johannes Brahms, Sonates pour violoncelle et piano, avec Henri Demarquette (Warner, 2008)
- Claude Debussy, Préludes et Images Livre 1 (RCA, 1999)
- Edvard Grieg, Concerto pour piano op. 16, Richard Strauss, Burlesque, César Franck, Variations symphoniques avec Philharmonia Orchestra, dir. Jean-Bernard Pommier (Denon, 1992). Disque d'Or (Diapason)
- Franz Liszt, « Un Piano à l'Opéra », paraphrases d'Opéras de Verdi et Wagner (RCA, 2004)
- Franz Liszt, Variations "Weinen, Klagen...", Bénédiction de Dieu, Funérailles, Liebesträume (Denon, 1991)
- Franz Liszt, Italie (2e Année de pèlerinage) (Denon, 1993)
- Wolfgang Amadeus Mozart, Concertos pour piano no 20 K. 466 & no 22 482, avec Orchestre de Chambre de Paris, dir. John Nelson (RCA, 2001)
- Wolfgang-Amadeus Mozart, Variations, Fantaisies et Sonate (Denon, 2 CD, 1991 & 1993)
- Franz Schubert, Intégrale de l'œuvre pour piano (14 CD, Denon, 1989/1996)
- Franz Schubert, Impromptus, Moments musicaux, Wanderer fantaisie (RCA, 2005)
- Franz Schubert, Winterreise, avec Stephan Genz (La Dogana, 2010)
- Franz Schubert, Schwanengesang, avec Stephan Genz (Aparté, 2016)
- Robert Schumann, Concerto pour piano & orchestre, Konzertstück op. 92, Introduction & Rondo Appassionato op134 avec Wiener Symphoniker dir. Eliahu Inbal (Denon, 1993)
- Claude Debussy, Children's Corner, Préludes et Images Livre 2, (Aparté, 2015) Diapason d'or
- Gabriel Fauré, Nocturnes nos 6, 7, 9, 11 et 13, Ballade op. 19, Impromptu no 3, Thème & Variations op. 73 (Aparté, 2017). Diapason d'or
- César Franck, Prélude, Choral & Fugue, Prélude Fugue & Variation, Prélude Aria Final, Quintette pour piano & quatuor à cordes, avec Novus Quartet (Aparté, 2019). Diapason d'or
- Ludwig van Beethoven, Sonates pour piano nos 8 « Pathétique », 12 « Marche Funèbre », 14 « Clair de lune », 23 « Appassionata » et 32 (La Prima Volta, 2019). Disque de l'année ; Artiste de l'année (Classica)
- « Once Upon A Time » : Franz Liszt, Sonate pour piano en si mineur ; Vallée d'Oberman (1re Année de pèlerinage), quatre Études d'exécution transcendante (La Prima Volta, 2022).
- « Virtus » (La Dolce Volta, 2025).